# 起舞
〈起舞〉（日语：／ Odo）是Ado歌曲，由DECO*27作詞，Giga與TeddyLoid作曲、編曲，作為第4首數位单曲于2021年4月27日由維京音樂发行。該曲為NHK綜合《夜光音樂V家P主5分鐘》（夜光音楽 ボカロP 5min.）的主题曲。

## 背景與製作
Ado表示該歌曲總體上與此前為止的3首歌曲（〈煩死了〉、〈現成製品〉、〈光輝炫目〉）有所不同，“覺得能夠再次展現自己新的一面”，還表示录制上与前3首歌曲一样難，接受采访时稱“〈起舞〉有許多人声重叠的部分，特別是副歌的‘Woah’必須由一人唱出七八人的聲音，并且副歌在歌曲中非常響亮，真是苦戰呢”。

## 音乐性
該歌曲為舞曲，以节奏與歌曲的複雜展開為特徵。在声音方面，歌曲融合了韓國流行音樂擅长的节拍與贝斯线、音色选择方式、展開方式，以及东方感。充满作词者DECO*27之文字遊戲的歌詞也是該歌曲的一大特色。
对于自己的演唱，Ado表示為了表現“與平常時髦感不同，在俱樂部才會有的少女感”而尝试改变音色，使之更有鼻音。其中的“半吊子就將其K.O.　想輕輕飄動的話請便”（半端ならK.O.　ふわふわしたいならどうぞ）等部分具有攻擊精神。

## 榜單成績
該歌曲在2021年5月5日公開（統計期間：2021年4月26日—5月2日）的日本公告牌榜單“HOT 100”初次上榜時列第4位，并在“Download Songs”初次上榜時列第2位（24,696次下載）。該歌曲的「影片播放」（動画再生）排名極高，初次上榜以来連續3週列第1位。此后歌曲以影片播放次数與流媒体播放量為中心維持好成绩，并在2021年6月30日公開的“Streaming Songs”达到在該榜單的最高排位，為第7位（7,304,008次播放），此時是在發布第9週。
該歌曲在發行約4個月後的2021年8月25日公開之“Streaming Songs”上榜第17周累计播放量突破1亿次。

### 認證與銷售
|                           | 认证（RIAJ） | 销售／播放次数    |
| ------------------------- | ------------ | ----------------- |
| 下载                      | 金           | 164,000次下載     |
| 流媒体                    | 白金         | 100,000,000次播放 |
| *销售／播放次数仅基于认证 |              |                   |

### 獲獎
該歌曲曾獲2022年MPA奖热门歌曲奖（ヒット・ソング賞）（NexTone），以及NexTone Award 2023的银獎牌。

## 音樂錄影帶
該歌曲的音樂錄影帶于歌曲發行當日的2021年4月27日晚8時发布，由負責插畫，藍瀨負責影像，以无数飄浮在空中的无人机鏡頭视角來展开女子拳击手的故事。

## 翻唱
游戏《世界计划 缤纷舞台！ feat.初音未来》於2022年1月31日收錄了Vivid BAD SQUAD的小豆泽心羽（秋奈）與白石杏（鷲見友美Jiena）演唱的Sekai ver.，以及鏡音鈴、連演唱的Virtual Singer ver.，以作為與Ado合作的一環。游戏《BanG Dream! 少女樂團派對》于2023年5月2日收錄了RAISE A SUILEN［LAYER（Raychell）］與湊友希那（相羽亞衣奈）的翻唱版本。

## 起舞（Bon-Odo Remix）
〈起舞（Bon-Odo Remix）〉為〈起舞〉的重混版本，于2021年8月31日發布，由Giga重混，是以盆踊为主题的爽快歌曲。